# Уран-графітовий реактор

Схема ядерного реактора з графітовим сповільнювачем

Уран-графітовий реактор — ядерний реактор, де використовується графіт як сповільнювач нейтронів. Це дозволяє використання у якості ядерного палива незбагаченого урану.
Перший реактор, створений і запущений людиною, а саме Chicago Pile-1, мав саме такий тип. На уран-графітових реакторах сталися дві відомі аварії: пожежа у Віндскейлі (сам графіт не загорівся), і Чорнобильська катастрофа (горіння розпеченого графіту продовжувалося кілька днів).

## Типи
Для генерації електрики використовувалися (і продовжують використовуватися) наступні типи уран-графітових ядерних реакторів:
- Реактори з газовим охолодженням
  - Magnox
  - UNGG
  - Покращений реактор із газовим охолодженням (Advanced gas-cooled reactor, AGR)
- Реактори з водяним охолодженням
  - РВПК («реактор великої потужності канальний», рос. РБМК)
  - ЕГП-6
- Високотемпературні реактори з газовим охолодженням (у минулому)
  - Dragon reactor[en]
  - Юліхська експериментальна АЕС
  - Peach Bottom Nuclear Generating Station[en], блок 1
  - THTR-300
  - Fort St. Vrain Generating Station[en]
- Високотемпературні реактори з газовим охолодженням (у розробці чи побудові)
  - Реактор на гранульованому паливі
  - Графіто-газовий ядерний реактор
  - UHTREX[en] (англ. Ultra-high-temperature reactor experiment)

## Дослідницькі реактори
- Chicago Pile-1 (див. нижче) і Chicago Pile-2
- Transient Reactor Test Facility[en] (TREAT)
- Molten Salt Reactor Experiment[en] (MSRE)

## Історія
Перший реактор, створений людиною — Chicago Pile-1 — складався з блоків урану і графіту, розвивав потужність від 0,5 до 200 ватт, і не мав ніяких механізованих чи автоматизованих систем керування. Реактор було створено у 1942 році командою науковців, очолюваною Енріко Фермі, у рамках Мангеттенського проєкту. Успіх цієї роботи розвинувся у наступному реакторі Графітовий реактор X-10 (розроблений 1943-го року у Національній лабораторії Oak Ridge), що став першим реактором, який міг працювати довгий період часу.

### Аварії
На графітових реакторах сталося кілька великих аварій, серед яких найбільше відомі аварія у Віндскейлі і Чорнобильська аварія.
У інциденті з реактором у Віндскейлі використовувався не до кінця випробуваний метод відпалювання, що стало однією з причин займання уранових стержнів (сам графіт не горів).